# Tangenziale di Brindisi
Con il nome Tangenziale di Brindisi ci si riferisce al tratto stradale della strada statale 16 Adriatica che attraversa la città di Brindisi, non si può parlare comunque di una vera tangenziale, bensì di una superstrada che circonda l'abitato.
È molto trafficata nel periodo estivo, per via del turismo balneare e per essere un importante nodo di comunicazione fra le città di Bari, Lecce e Taranto.

## Collegamenti
La strada serve oltre all'aeroporto, al porto e alla stazione anche le varie uscite nei pressi dei vari quartieri di Brindisi, in particolare con Commenda, Paradiso, Santa Chiara, La Rosa, Sant'Elia e Casale.

## Uscite
In seguito sono riportate le principali uscite del raccordo stradale:
- Uscita della strada statale 16 Adriatica per Bari
- Aeroporto (uscita per l'aeroporto di Brindisi),
- Casale (uscita per la chiesa del Casale e per San Vito dei Normanni)
- Montenegro (uscita per contrada Montenegro)
- Paradiso (uscita per il rione Paradiso)
- Sant'Elia (uscita per il rione Sant'Elia)
- Strada Statale 7 (uscita per la Strada statale 7 Via Appia e per Taranto)
- Santa Chiara (uscita per l'omonimo rione)
- La Rosa (uscita per il rione La Rosa)
- Uscita per Lecce

## Servizi
La tangenziale offre vari servizi come:
- Aree di servizio (con ristoro e distribuzione di carburante)
- Possibilità di inversione di marcia
- Pannelli a messaggio variabile